# Gljukoza
Gljukoza (oroszul: Глюкоза, magyarul glükózra fordítható) Natalja Iljinyicsna Ionova (oroszul: Наталья Ильинична Ионова) orosz énekesnő művészneve. Ezenkívül gyakori a Gluk'oZa és a Глюк'Oza megnevezés használata is, mivelhogy első albumának címe így került nyomtatásba. Egyik leghíresebb száma a Schweine amely a Rockstar Games által alkotott GTA 4-ben a Vladivostok FM-en hallható.

## Élete
Szizranyban született, a Szovjetunióban, 1986. június 7-én. Szülei számítógépes programozók voltak.
Videóklipjeiben illetve dalszövegeiben gyakran megjelenik a két dobermannja és a sárga Minije.

### Zenei karrierje
Producere Makszim Fagyejev 2002-ben fedezte fel az énekesnőt.
Első albuma a Gljuk'Oza Nostra volt, (oroszul: Глюк'Oza Nostra) amely 2003-ban jelent meg. Az első kislemez ugyanerről a lemezről a Nyeveszta volt, (oroszul: Невеста, magyarul: Menyasszony) szintén 2003-ban, ami feltörekedett egészen az orosz zenei toplisták élére. Majd később megjelent a Nyenavizsu dal kislemeze. (oroszul: Ненавижу, magyarul: Utálom)
2004-ben látott napvilágot az a kislemez, amit a komolytalanságáról híres Verka Szergyucska, eurovíziós versenyzővel készített, a Zsenyiha hotyela.
2005-ben megjelent a Moszkva című stúdiólemez, amiről a híresebb lett az Oj-oj (Ой-Ой), K csortu (К Чёрту, magyarul: Az ördögbe) illetve a Schweine (magyarul disznó) című dal.
Munkássága nem maradt díjazatlanul, különböző díjakat nyert el eddig, többek között az orosz Muz-TV-től is.

### Televíziós szereplése, színészként
Triumf és a Rud i szem című orosz filmekben játszott. Sokszor szerepel különböző orosz reality-show-kban. A Jeralas (Ералаш) című gyermekműsorban is feltűnt, néhány epizódban.

### Magánélete
Férje Alekszandr Csisztyakov, hozzá írta a Szasok (Сашок) című dalát. Jelenleg Moszkvában él két lányával és férjével. Elsőszülött lánya, a 2007-ben született Ligyija szintén énekesnő, Lidus néven. Második gyermekük, Vera, 2011-ben egy spanyolországi klinikán született.

## Diszkográfiája

### Kislemezek
- 2003 – Nyeveszta (cirill betűkkel: Невеста)
- 2003 – Nyenavizsu (cirill betűkkel: Ненавижу)
- 2004 – Zseniha Hotyela, Verka Szergyucska közreműködésével (cirill betűkkel: Жениха Хотела)
- 2006 – Szvagyba (cirill betűkkel: Свадьба)
- 2006 – Schweine (cirill betűkkel: Швайн)
- 2006 – K csjortu, Irakli közreműködésével (cirill betűkkel: К Чёрту)
- 2006 – Szasok (cirill betűkkel: Сашок)
- 2006 – Zvezda (cirill betűkkel: Звезда)
- 2007 – Babocski (cirill betűkkel: Бабочки)
- 2008 – Tancuj Rosszija! (cirill betűkkel: Танцуй Россия!)
- 2009 – Gyengi! (cirill betűkkel: Деньги!)
- 2010 – Vot takaja ljubov (Вот такая любовь)

### Nagylemezek
- 2003 – Gljuk'Oza Nostra (cirill betűkkel: Глюк'Oza Nostra)
- 2005 – Moszkva (cirill betűkkel: Москва)